# Textillaminat
Als Textillaminat bezeichnet man ein mehrschichtiges, flexibles Flächengebilde, das mindestens ein Textil (Gewebe, Gewirke, oder Vliesstoff) enthält, das mit weiteren Schichten flächig verbunden ist. Diese weiteren Schichten können ebenfalls Textilen, Folien aus Kunststoff oder Metall, Schaumstoff oder andere sein. Die Verbindung erfolgt stoffschlüssig beispielsweise durch Verkleben oder Verschmelzen auf speziellen Textilmaschinen.
Durch die Lamination entsteht ein Material, das die Eigenschaften seiner Ausgangsmaterialien kombiniert: So liefert ein kräftiges Gewebe Reiß- und Abriebfestigkeit, eine Kunststofffolie Wasser- und Winddichtigkeit, und die Verbindung mit einer Metallfolie ergibt ein lichtundurchlässiges Material, das unter Umständen auch noch Wärmestrahlung reflektiert.
Besonders bekannt sind Textillaminate besonders durch ihren Einsatz als Klimastoffe in der Funktionsbekleidung. Dabei wird das Textil im Allgemeinen mit einer sehr dünnen Membranfolie laminiert, die mindestens winddicht und atmungsaktiv, meist auch wasserdicht ist.
Im Gegensatz zu  den meisten anderen Laminat-Werkstoffen können Textillaminate im Allgemeinen auch wie Textilien weiterverarbeitet werden, zum Beispiel durch Nähen.